# 성쩌톈
성쩌톈(중국어 간체자: 盛泽田, 정체자: 盛澤田, 병음: Shèng Zétián, 한자음: 성택전, 1973년 11월 15일~)은 중화인민공화국의 레슬링 선수, 지도자, 체육행정인이다. 1992년, 1996년 히계 올림픽에서 그레코로만형 밴텀급 동메달을 획득했으며 2000년 하계 올림픽에서 그레코로만형 페더급 동메달을 획득했다. 또한 세계 선수권 대회에 5회 참가하여 은메달 1개(1998)을 획득했고 아시안 게임 은메달 1개, 동메달 1개, 아시아 선수권 대회 금메달 1개, 동메달 3개를 획득했다.
현역 은퇴 후 중국 레슬링 대표팀 코치로 활동했고 상하이시 레슬링 협회 회장을 역임했다.